# Luís Castro
Luís Manuel Ribeiro de Castro (ur. 3 września 1961 w Mondrões, Portugalia) – portugalski piłkarz, grający na pozycji obrońcy, trener piłkarski.

## Kariera piłkarska
Wychowanek klubów ID Vieirense i União Leiria. W 1991 rozpoczął karierę piłkarską w União Leiria. W sezonie 1981/82 bronił barw ID Vieirense, po czym wrócił do União Leiria. Potem występował w klubach Vitória Guimarães, O Elvas CAD i AD Fafe. Latem 1990 przeszedł do RD Águeda, w którym zakończył karierę piłkarza w roku 1997.

## Kariera trenerska
Po zakończeniu kariery piłkarza rozpoczął pracę szkoleniowca. Najpierw trenował RD Águeda. Potem prowadził GD Mealhada, CD Estarreja, AD Sanjoanense i FC Penafiel. W 2006 został zaproszony do sztabu szkoleniowego FC Porto, gdzie kierował młodzieżówką. Od 2013 do 2016 był trenerem FC Porto B. Od 5 marca do 10 maja 2014 pełnił obowiązki głównego trenera FC Porto, zmieniając na tym stanowisku Paulo Fonseca. W listopadzie 2016 stał na czele Rio Ave FC. W sezonie 2017/18 pracował z GD Chaves, a w sezonie 2018/19 w klubie Vitória Guimarães.
12 czerwca 2019 podpisał 2-letni kontrakt z ukraińskim Szachtarem Donieck. W maju 2021 ukraiński zespół poinformował, że Castro opuści zespół po dwóch latach trenowania drużyny.
W sierpniu 2021 objął posadę trenera w katarskim Al-Duhail, z którym podpisał roczną umowę. Po zdobyciu przez drużynę Pucharu Emira w marcu 2022, klub ogłosił zaakceptowanie prośby Castro o rozwiązanie umowy.
Niedługo po odejściu Castro z katarskiego klubu, w marcu 2022, brazylijskie Botafogo FR ogłosiło, że Portugalczyk został ich trenerem i podpisał dwuletni kontrakt. W czerwcu 2023 Castro rozwiązał umowę z brazylijskim klubem.
6 lipca 2023 podpisał kontrakt na prowadzenie saudyjskiego Al-Nassr.